# Sankt Oswald bei Plankenwarth
Sankt Oswald bei Plankenwarth osztrák község Stájerország Graz-környéki járásában. 2018 januárjában 1244 lakosa volt.

## Fekvése

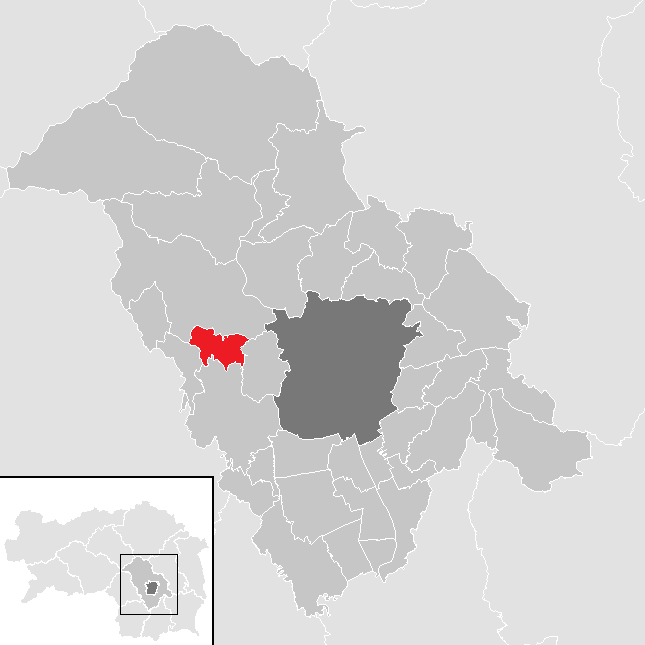
Sankt Oswald bei Plankenwarth a Graz-környéki járásban

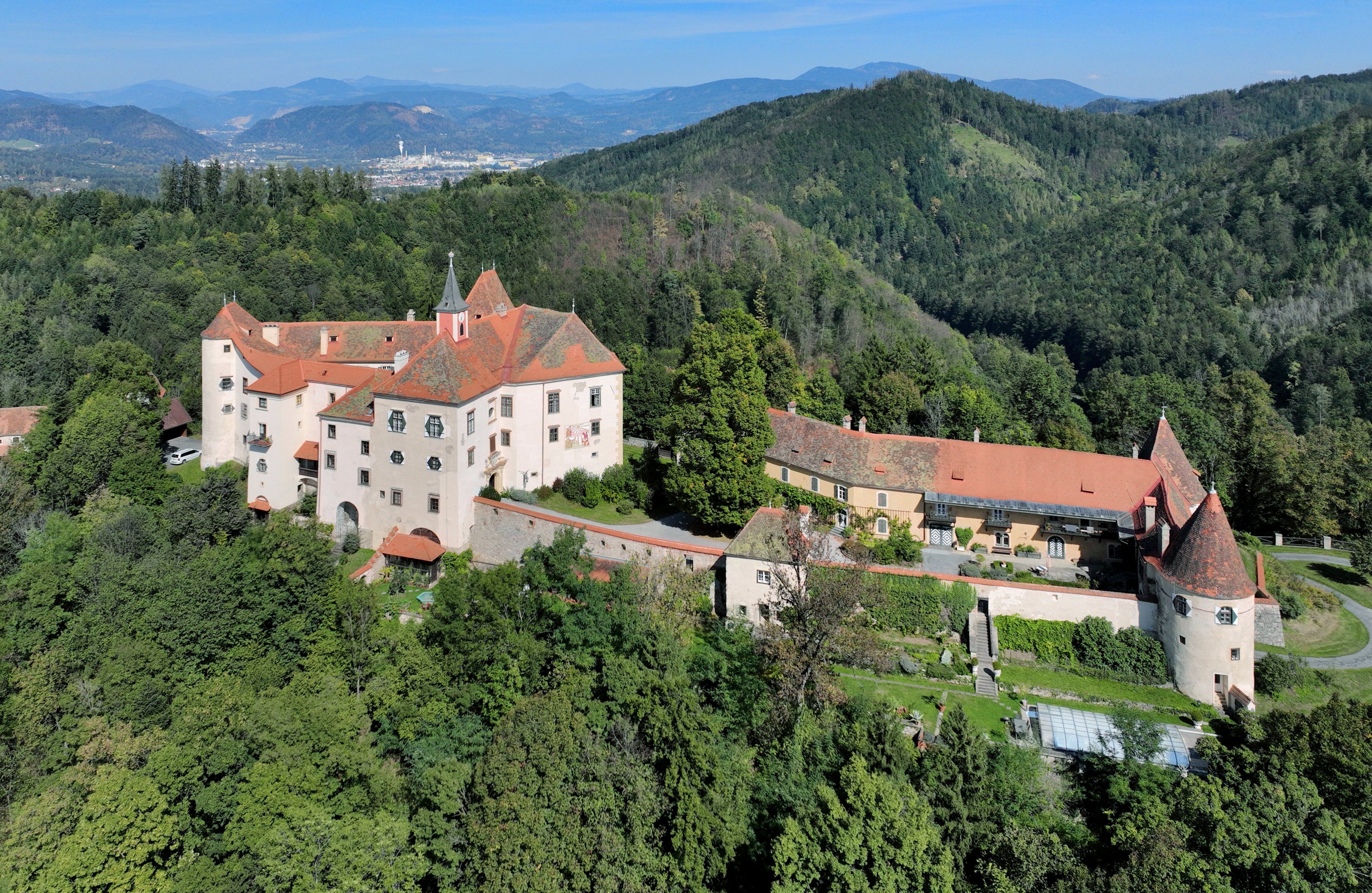
A plankenwarthi vár

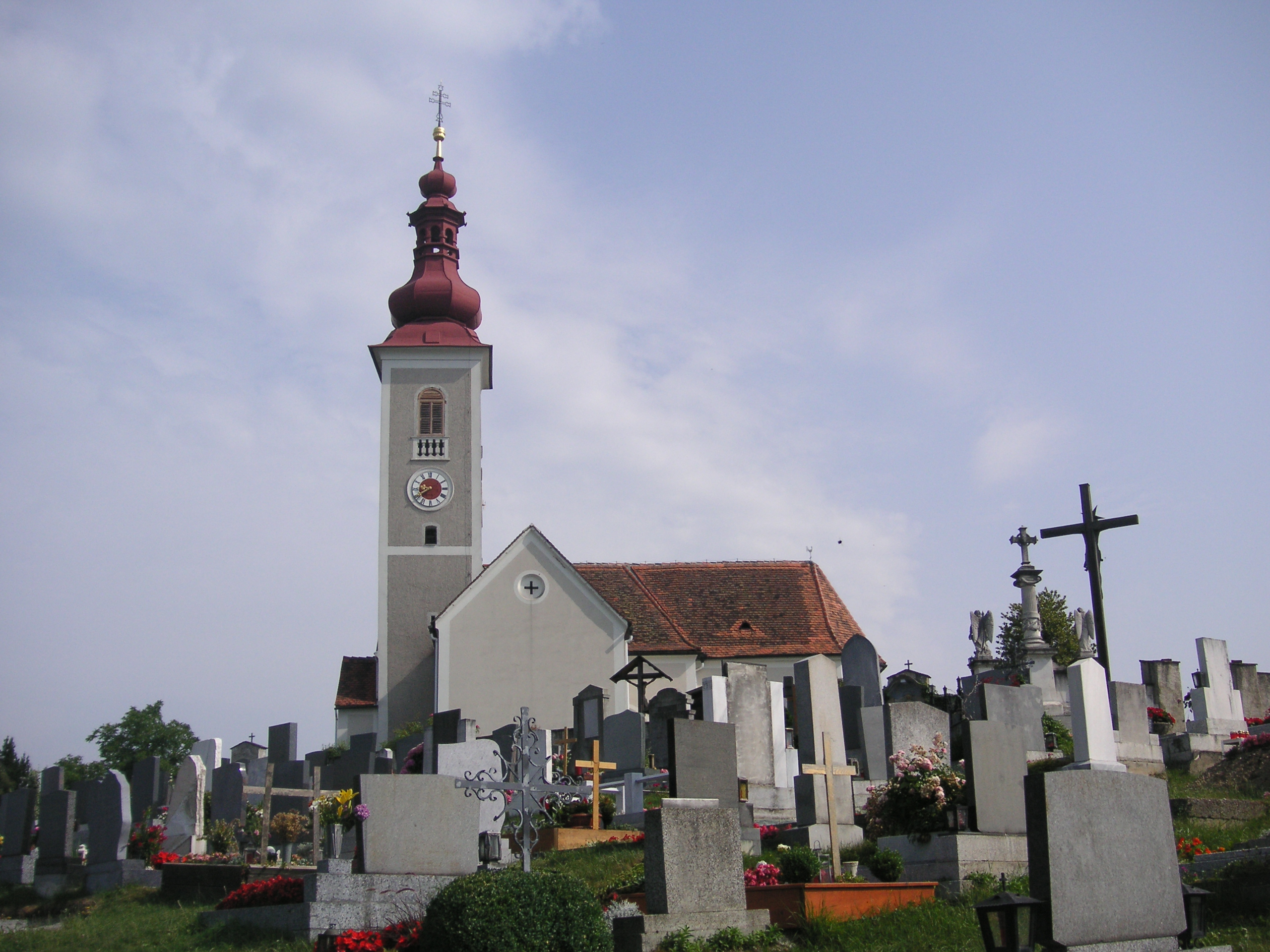
A Szt. Oszvald-plébániatemplom

Sankt Oswald bei Plankenwarth a nyugat-stájerországi régióban fekszik, kb. 10 km-re nyugatra Graztól. Legmagasabb pontja a 713 m magas Generalkogel. Az önkormányzat 2 települést egyesít: Plankenwarth (528 lakos 2018-ban) és Sankt Oswald bei Plankenwarth (716 lakos).
A környező önkormányzatok: északra Gratwein-Straßengel, keletre Thal, délre Hitzendorf, nyugatra Sankt Bartholomä.

## Története
Plankenwarth a középkorban a Plankenwarth-család uradalmához, illetve részben a Graz melletti Lend (ma a tartományi székhely 4. kerülete) kolostorához tartozott. Alapításának körülményei nem ismertek. 
A környező dombokon kis, gazdaságosan nem kitermelhető szén- és érclelőhelyeket tártak fel.

## Lakosság
A Sankt Oswald bei Plankenwarth-i önkormányzat területén 2017 januárjában 1244 fő élt. A lakosságszám 1971-től lendületes növekedésbe kezdett, elsősorban a Grazból az agglomerációba kiköltözők miatt. 2015-ben a helybeliek 98,3%-a volt osztrák állampolgár; a külföldiek közül 0,7% a régi (2004 előtti), 0,5% az új EU-tagállamokból érkezett. 2001-ben a lakosok 86,8%-a római katolikusnak, 2,2% evangélikusnak, 7,7% pedig felekezet nélkülinek vallotta magát. Ugyanekkor 2 magyar élt a községben. 

## Látnivalók
- a plankenwarthi várat először 1265-ben említik. Tulajdonosai Ausztria (és Stájerország) hercegeit szolgálták. A 13. században a család kihalt, a vár előbb a Timmersdorf, majd a Pranckh nemzetségé lett. 1430-ban az Ungnadok örökölték meg. Az elhanyagolt épületet 1532-ben a grazi gazdag kereskedő, Georg Stürgkh vásárolta meg. 1699-ben Johann Georg Saurau gróf szerezte meg, majd több kézen át 1739-ben Johann Seifried von Herbersteinhez került, akinek fivére a várat 1754-ben barokk kastéllyá bővítette. Több tulajdonosváltás után 1913-ban Ignaz von Scarpatetti vásárolta meg a romos kastélyt, aki renoválta az épületet és 1954-ig szanatóriumot működtetett benne. A kastély 1981 óta egy grazi jogászfamília tulajdona.
- a Szt. Oszvald-plébániatemplom

## Fordítás
- Ez a szócikk részben vagy egészben  a   Sankt Oswald bei Plankenwarth című német Wikipédia-szócikk ezen változatának fordításán alapul.  Az eredeti cikk szerkesztőit annak laptörténete sorolja fel. Ez a jelzés csupán a megfogalmazás eredetét és a szerzői jogokat jelzi, nem szolgál a cikkben szereplő információk forrásmegjelöléseként.